# Herbolzheimer
Herbolzheimer ist ein deutscher Familienname, dessen Herkunft – seiner regionalen Verbreitung nach zu schließen – wohl auf den Ort Herbolzheim in Mittelfranken (Ortsteil von Markt Nordheim) zurückzuführen ist. 

## Namensträger
- Emil Herbolzheimer (1944–2011), deutsch-spanischer Volkswirt
- Karl Herbolzheimer (1915–2007), deutscher Handballnationaltorhüter
- Peter Herbolzheimer (1935–2010), deutscher Bandleader